# Paederia stenobotrya
Paederia stenobotrya är en måreväxtart som beskrevs av Elmer Drew Merrill. Paederia stenobotrya ingår i släktet Paederia och familjen måreväxter.
Artens utbredningsområde är Hainan (Kina). Inga underarter finns listade i Catalogue of Life.